# Bessa selecta
Bessa selecta là một loài ruồi trong họ Tachinidae.